# Yeniköy (Pertek)
Yeniköy (tr. Neudorf) ist ein Dorf (Köy) im Landkreis Pertek der türkischen Provinz Tunceli. Im Jahr 2011 lebten in Yeniköy 171 Menschen.